# ジョン・コンティ
ジョン・コンティ（John Contee、1816年7月8日－1864年5月29日）は、アメリカ合衆国の海軍軍人。

## 経歴
1853年、日本を開国させるために派遣された、マシュー・ペリー提督率いる東インド艦隊の副官・参謀として旗艦サスケハナに乗船した。当時の階級は大尉であり、参謀長であったヘンリー・A・アダムズに次ぐ重役である。1854年にも引き続き日本に共に向かい、日米和親条約の締結でもって開国に成功した。